# Puchar Europy Mistrzów Klubowych w piłce siatkowej (1984/1985)
Puchar Europy Mistrzów Krajowych 1984/1985 – 26. sezon Pucharu Europy Mistrzów Krajowych rozgrywanego od 1959 roku, organizowanego przez Europejską Konfederację Piłki Siatkowej (CEV) w ramach europejskich pucharów dla męskich klubowych zespołów siatkarskich "starego kontynentu".

## System rozgrywek
- W fazie kwalifikacyjnej i w dwóch rundach fazy głównej drużyny rozgrywały ze sobą dwumecz, z którego lepsza awansowała dalej. O awansie decydowały kolejno: liczba wygranych meczów, liczba wygranych setów, liczba zdobytych małych punktów.
- Do turnieju finałowego awansowały 4 zespoły. Rozegrały one pomiędzy sobą po jednym spotkaniu. Zwycięzca otrzymywał 2 punkty, natomiast przegrany – 1 punkt. Zwycięzcą został klub, który po rozegraniu wszystkich meczów turnieju finałowego zdobył najwięcej punktów.

## Drużyny uczestniczące
| Państwo        | Drużyna                     |
| -------------- | --------------------------- |
| Anglia         | Capital City Spikers        |
| Albania        | Dinamo Tirana               |
| Austria        | Tyrolia Wiedeń              |
| Belgia         | Ibis Kortrijk               |
| Bułgaria       | CSKA Sofia                  |
| Cypr           | APOEL Nikozja               |
| Czechosłowacja | Ruda Hvezda Praga           |
| Dania          | Gladsaxe                    |
| Finlandia      | Loimu 79 Turku              |
| Francja        | Asnières sports             |
| Grecja         | Panathinaikos Ateny         |
| Hiszpania      | Sanitas Madryt              |
| Holandia       | Brother Martinus Amstelveen |
| Izrael         | Hapoel Ha-Mapil             |
| Jugosławia     | Mladost Zagrzeb             |
| Luksemburg     | Aris Bonnevoie              |
| Polska         | CWKS Legia Warszawa         |
| Portugalia     | Esmoriz Ginásio Clube       |
| NRD            | SC Berlin                   |
| RFN            | USC Giessen                 |
| Rumunia        | Dinamo Bukareszt            |
| Szwajcaria     | Chênois Genewa              |
| Szwecja        | Sollentuna Sztokholm        |
| Turcja         | Eczasibasi Stambuł          |
| Węgry          | Tungsram Budapeszt          |
| Włochy         | Klippan Turyn               |
| Włochy         | Santal Parma                |
| ZSRR           | Radiotechnik Ryga           |

## Runda wstępna
| Data | Drużyna 1                   | Wynik | Drużyna 2                   | Sety                             |
| ---- | --------------------------- | ----- | --------------------------- | -------------------------------- |
|      | Sollentuna Sztokholm        | 2:3   | Brother Martinus Amstelveen | 7:15, 7:15, 15:13, 15:8, 7:15    |
|      | Brother Martinus Amstelveen | 3:0   | Sollentuna Sztokholm        | 15:7, 15:12, 15:11               |
|      |                             |       |                             |                                  |
|      | Chênois Genewa              | 0:3   | Tyrolia Wiedeń              | 10:15, 11:15, 14:16              |
|      | Tyrolia Wiedeń              | 3:0   | Chênois Genewa              | 15:5, 15:7, 15:3                 |
|      |                             |       |                             |                                  |
|      | SC Berlin                   | 3:0   | Esmoriz Ginasio             | 15:5, 15:3, 15:0                 |
|      | Esmoriz Ginasio             | 0:3   | SC Berlin                   | 3:15, 11:15, 5:15                |
|      |                             |       |                             |                                  |
|      | USC Giessen                 | 0:3   | Gladsaxe                    | 0:15, 0:15, 0:15 (walkower)      |
|      |                             |       |                             |                                  |
|      | Hapoel Ha-Mapil             | 3:0   | Apoel Nikozja               | 15:9, 15:6, 15:7                 |
|      | Apoel Nikozja               | 0:3   | Hapoel Ha-Mapil             | 11:15, 11:15, 7:15               |
|      |                             |       |                             |                                  |
|      | CSKA Sofia                  | 3:0   | Dinamo Tirana               | 15:5, 15:2, 15:1                 |
|      | Dinamo Tirana               | 3:0   | CSKA Sofia                  | 15:5, 15:5, 15:6                 |
|      |                             |       |                             |                                  |
|      | Aris Bonnevoie              | 0:3   | Capital City Spikers        | 4:15, 4:15, 7:15                 |
|      | Capital City Spikers        | 3:0   | Aris Bonnevoie              | 15:4, 15:4, 15:10                |
|      |                             |       |                             |                                  |
|      | Ibis Kortrijk               | 3:2   | Tungsram Budapeszt          | 15:13, 14:16, 16:18, 16:14, 15:1 |
|      | Tungsram Budapeszt          | 3:1   | Ibis Kortrijk               | 15:8, 15:9, 14:16, 15:2          |
|      |                             |       |                             |                                  |
|      | Asnières Volley 92          | 2:3   | Loimu 79 Turku              | 17:15, 15:12, 8:15, 9:15, 2:15   |
|      | Loimu 79 Turku              | 3:2   | Asnières Volley 92          | 15:9, 15:9, 4:15, 5:15, 16:14    |
|      |                             |       |                             |                                  |
|      | Ruda Hvezda Praga           | 3:0   | Eczasibasi Stambuł          | 15:0, 15:12, 15:8                |
|      | Eczasibasi Stambuł          | 3:2   | Ruda Hvezda Praga           | 16:14, 15:7, 13:15, 10:15, 15:7  |
|      |                             |       |                             |                                  |
|      | Klippan Turyn               | 3:0   | Sanitas Madryt              | 15:5, 15:10, 15:11               |
|      | Sanitas Madryt              | 2:3   | Klippan Turyn               | 14:16, 12:15, 15:12, 15:9, 5:15  |
|      |                             |       |                             |                                  |
|      | Dinamo Bukareszt            | 3:0   | Panathinaikos Ateny         | 15:13, 15:12, 15:6               |
|      | Panathinaikos Ateny         | 1:3   | Dinamo Bukareszt            |                                  |

## 1/8 finału
| Data | Drużyna 1                   | Wynik | Drużyna 2                   | Sety                            |
| ---- | --------------------------- | ----- | --------------------------- | ------------------------------- |
|      | Brother Martinus Amstelveen | 1:3   | Santal Parma                | 6:15, 15:13, 13:15, 9:15        |
|      | Santal Parma                | 3:1   | Brother Martinus Amstelveen | 15:11, 15:6, 15:7               |
|      |                             |       |                             |                                 |
|      | Tyrolia Wiedeń              | 0:3   | Radiotechnik Ryga           | 10:15, 13:15, 9:15              |
|      | Radiotechnik Ryga           | 3:0   | Tyrolia Wiedeń              | 15:11, 15:6, 15:7               |
|      |                             |       |                             |                                 |
|      | SC Berlin                   | 3:2   | Mladost Zagrzeb             | 5:15, 15:9, 16:14, 11:15, 16:14 |
|      | Mladost Zagrzeb             | 3:0   | SC Berlin                   | 15:6, 15:9, 15:9                |
|      |                             |       |                             |                                 |
|      | Hapoel Ha-Mapil             | 1:3   | Gladsaxe                    | 12:15, 15:9, 8:15, 11:15        |
|      | Gladsaxe                    | 3:1   | Hapoel Ha-Mapil             | 14:16, 16:14, 15:4, 15:12       |
|      |                             |       |                             |                                 |
|      | CSKA Sofia                  | 3:0   | Capital City Spikers        | 15:5, 15:8, 15:1                |
|      | Capital City Spikers        | 0:3   | CSKA Sofia                  | 4:15, 1:15, 0:15                |
|      |                             |       |                             |                                 |
|      | Tungsram Budapeszt          | 3:0   | Loimu 79 Turku              | 15:13, 15:11, 15:4              |
|      | Loimu 79 Turku              | 3:0   | Tungsram Budapeszt          | 15:0, 15:13, 15:3               |
|      |                             |       |                             |                                 |
|      | Ruda Hvezda Praga           | 3:1   | CWKS Legia Warszawa         | 15:9, 16:14, 11:15, 15:3        |
|      | CWKS Legia Warszawa         | 3:2   | Ruda Hvezda Praga           | 14:16, 15:8, 14:16, 15:13, 15:3 |
|      |                             |       |                             |                                 |
|      | Klippan Turyn               | 3:1   | Dinamo Bukareszt            | 7:15, 15:7, 15:7, 15:0          |
|      | Dinamo Bukareszt            | 3:0   | Klippan Turyn               | 15:5, 16:14, 15:13              |

## Ćwierćfinał
| Data  | Drużyna 1         | Wynik | Drużyna 2         | Sety                            |
| ----- | ----------------- | ----- | ----------------- | ------------------------------- |
| 09.01 | Radiotechnik Ryga | 1:3   | Santal Parma      | 8:15, 15:8, 15:6, 6:15          |
| 16.01 | Santal Parma      | 3:1   | Radiotechnik Ryga | 15:10, 10:15, 15:4, 15:10       |
|       |                   |       |                   |                                 |
| 09.01 | Gladsaxe          | 2:3   | Mladost Zagrzeb   | 9:15, 16:14, 11:15, 15:11, 6:15 |
| 16.01 | Mladost Zagrzeb   | 3:0   | Gladsaxe          | 15:5, 15:9, 15:12               |
|       |                   |       |                   |                                 |
| 09.01 | CSKA Sofia        | 3:0   | Loimu 79 Turku    | 15:8, 15:11, 15:3               |
| 16.01 | Loimu 79 Turku    | 0:3   | CSKA Sofia        | 13:15, 9:15, 13:15              |
|       |                   |       |                   |                                 |
| 09.01 | Ruda Hvezda Praga | 3:0   | Dinamo Bukareszt  | 15:9, 15:6, 15:2                |
| 16.01 | Dinamo Bukareszt  | 3:1   | Ruda Hvezda Praga | 15:8, 7:15, 15:5, 15:6          |

## Turniej finałowy
Bruksela
Wyniki
| Data  | Drużyna 1       | Wynik | Drużyna 2         | Sety                          |
| ----- | --------------- | ----- | ----------------- | ----------------------------- |
| 15.02 | Santal Parma    | 3:1   | Mladost Zagrzeb   | 12:15, 15:10, 15:6, 15:8      |
| 15.02 | CSKA Sofia      | 3:0   | Ruda Hvezda Praga | 15:8, 15:10, 15:8             |
|       |                 |       |                   |                               |
| 16.02 | Mladost Zagrzeb | 3:1   | CSKA Sofia        | 15:7, 15:11, 10:15, 16:14     |
| 16.02 | Santal Parma    | 3:1   | Ruda Hvezda Praga | 15:4, 15:7, 16:18, 15:13      |
|       |                 |       |                   |                               |
| 17.02 | Mladost Zagrzeb | 3:1   | Ruda Hvezda Praga | 10:15, 15:12, 15:10, 15:13    |
| 17.02 | Santal Parma    | 3:2   | CSKA Sofia        | 16:18, 15:3, 15:9, 9:15, 15:5 |

Tabela
| Lp. | Drużyna           | Pkt | Mecze | Mecze | Mecze | Sety | Sety | Sety  | Małe punkty | Małe punkty | Małe punkty |
| Lp. | Drużyna           | Pkt | M     | W     | P     | wyg. | prz. | ratio | zdob.       | str.        | ratio       |
| --- | ----------------- | --- | ----- | ----- | ----- | ---- | ---- | ----- | ----------- | ----------- | ----------- |
| 1   | Santal Parma      | 6   | 3     | 3     | 0     | 9    | 4    | 2.250 | 188         | 150         | 1.253       |
| 2   | Mladost Zagrzeb   | 5   | 3     | 2     | 1     | 7    | 5    | 1.400 | 150         | 154         | 0.974       |
| 3   | CSKA Sofia        | 4   | 3     | 1     | 2     | 6    | 6    | 1.000 | 142         | 152         | 0.934       |
| 4   | Ruda Hvezda Praga | 3   | 3     | 0     | 3     | 2    | 9    | 0.222 | 118         | 161         | 0.733       |

Źródło: 
Zasady ustalania kolejności: 1. liczba zdobytych punktów; 2. wyższy stosunek setów; 3. wyższy stosunek małych punktów.
Punktacja: zwycięstwo – 2 pkt; porażka – 1 pkt

## Klasyfikacja końcowa
| Miejsce | Drużyna           |
| ------- | ----------------- |
| złoto   | Santal Parma      |
| srebro  | Mladost Zagrzeb   |
| brąz    | CSKA Sofia        |
| 4.      | Ruda Hvezda Praga |